# Canapé (gastronomia)
Um canapé é um tipo de hors d'œuvre, um alimento pequeno, preparado e frequentemente decorativo, consistindo em um pequeno pedaço de pão (às vezes torrado ), massa folhada ou um biscoito coberto com um pouco de comida salgada, mantido nos dedos e frequentemente comido em uma mordida.

## Nome
O nome vem da palavra francesa para sofá, baseada na analogia de que a guarnição fica no topo do pão, como as pessoas fazem no sofá.

## Detalhes

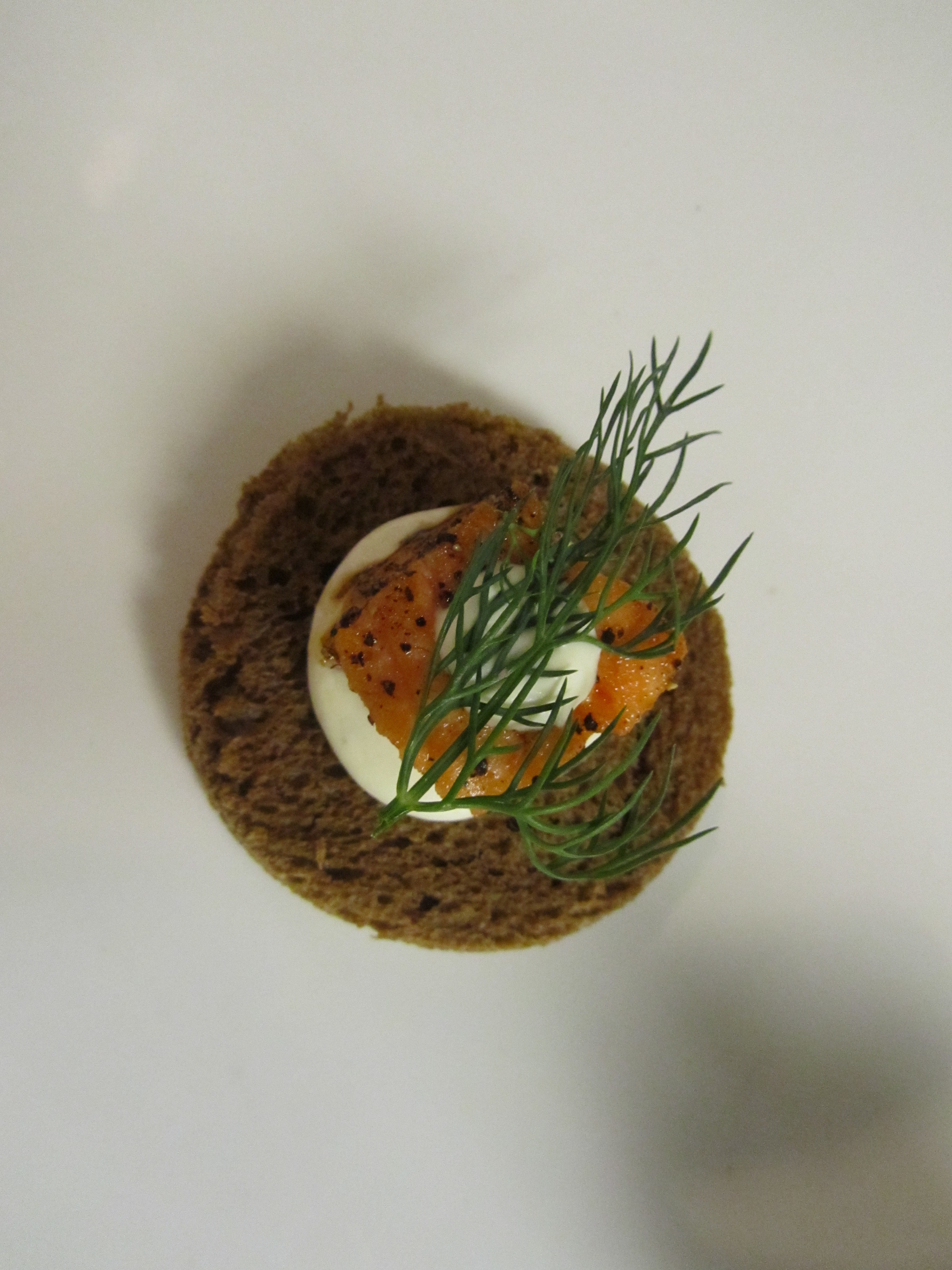
Canapés de salmão selvagem

Como costumam ser servidos durante as horas do coquetel, geralmente é desejável que um canapé seja salgado ou picante, a fim de incentivar os convidados a beber mais. Um canapé também pode ser chamado de finger food, embora nem todos os finger foods sejam canapés . Bolachas ou pequenas fatias de pão ou torradas ou massa folhada, cortadas em várias formas, servem como base para manteigas saborizadas ou pastas, geralmente cobertas com alimentos salgados como carne, queijo, peixe, caviar, foie gras, purê ou relishes.
Tradicionalmente, os canapés são feitos com pão velho (embora outros alimentos, como massa folhada, bolachas ou legumes frescos possam ser usados como base) cortados em fatias finas e depois modelados com um cortador ou faca em círculos, anéis, quadrados, tiras ou triângulos. Estes são então fritos, refogados ou tostados, depois cobertos ou canalizados com itens altamente processados e aplicados de forma decorativa. Guarnições coloridas e agradáveis aos olhos muitas vezes completam a apresentação. Os canapés são geralmente servidos em uma bandeja de canapés e comidos em pequenos pratos de canapés.
A composição técnica de um canapé consiste em uma base (por exemplo, pão ou panqueca), uma pasta, um item principal e um enfeite . A propagação é tradicionalmente uma manteiga composta ou um creme de queijo sabor. As guarnições comuns podem variar de vegetais picados, cebolinha e ervas a caviar ou óleo de trufa.

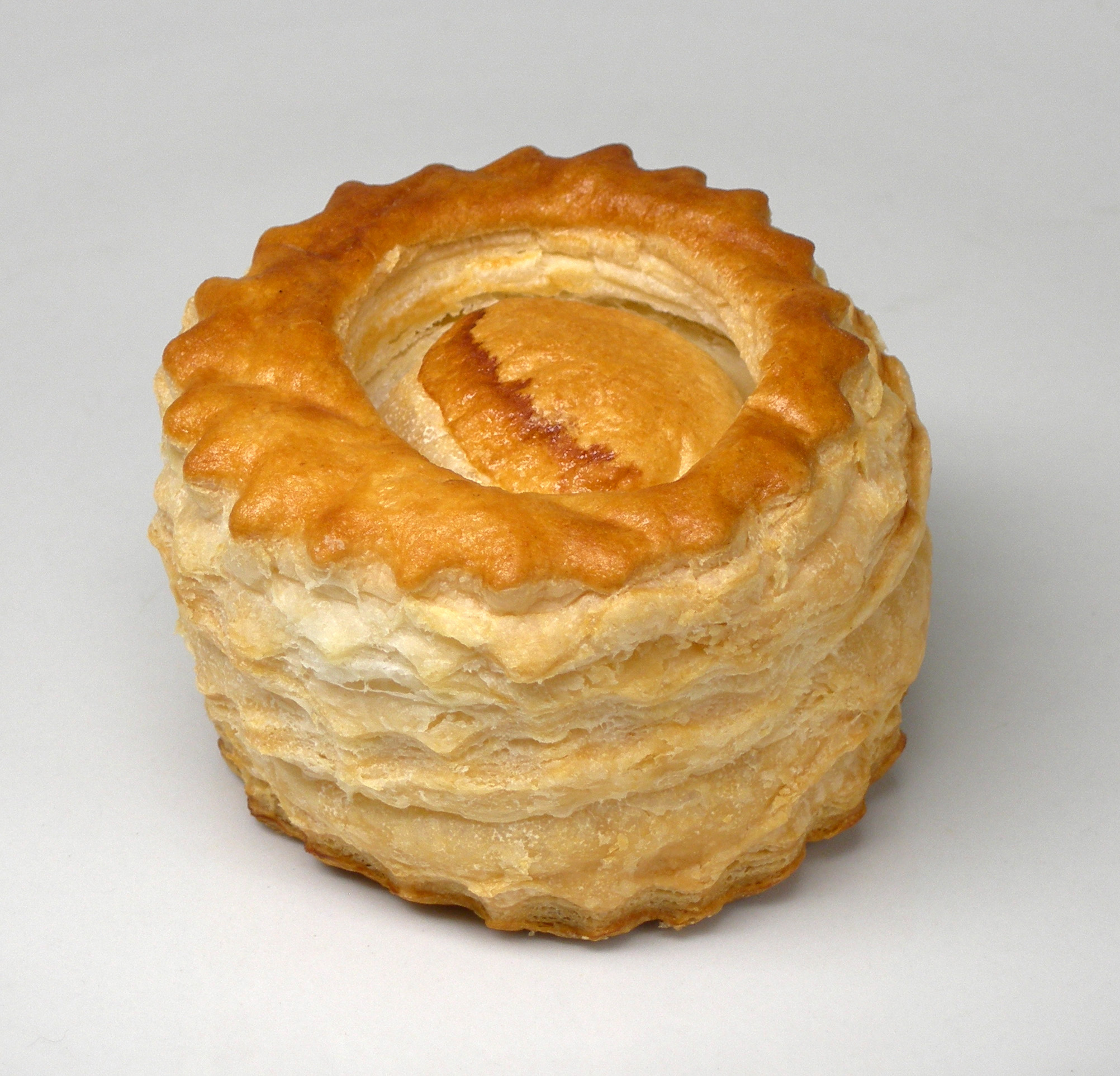
Um vol-au-vent

Um vol-au-vent ( pronúncia em francês: [vɔlovɑ̃] , "soprado pelo vento") é um canapé pequeno, redondo feito de massa folhada.

## Amuse-bouche
Os franceses começaram a oferecer canapés a seus convidados no século XVIII, e os ingleses adotaram a prática no final do século seguinte. Uma versão moderna do canapé é o amuse-bouche, literalmente um "divertidor da boca", mas traduzido com mais delicadeza como "prazenteador do paladar".